# Erwin Vervecken

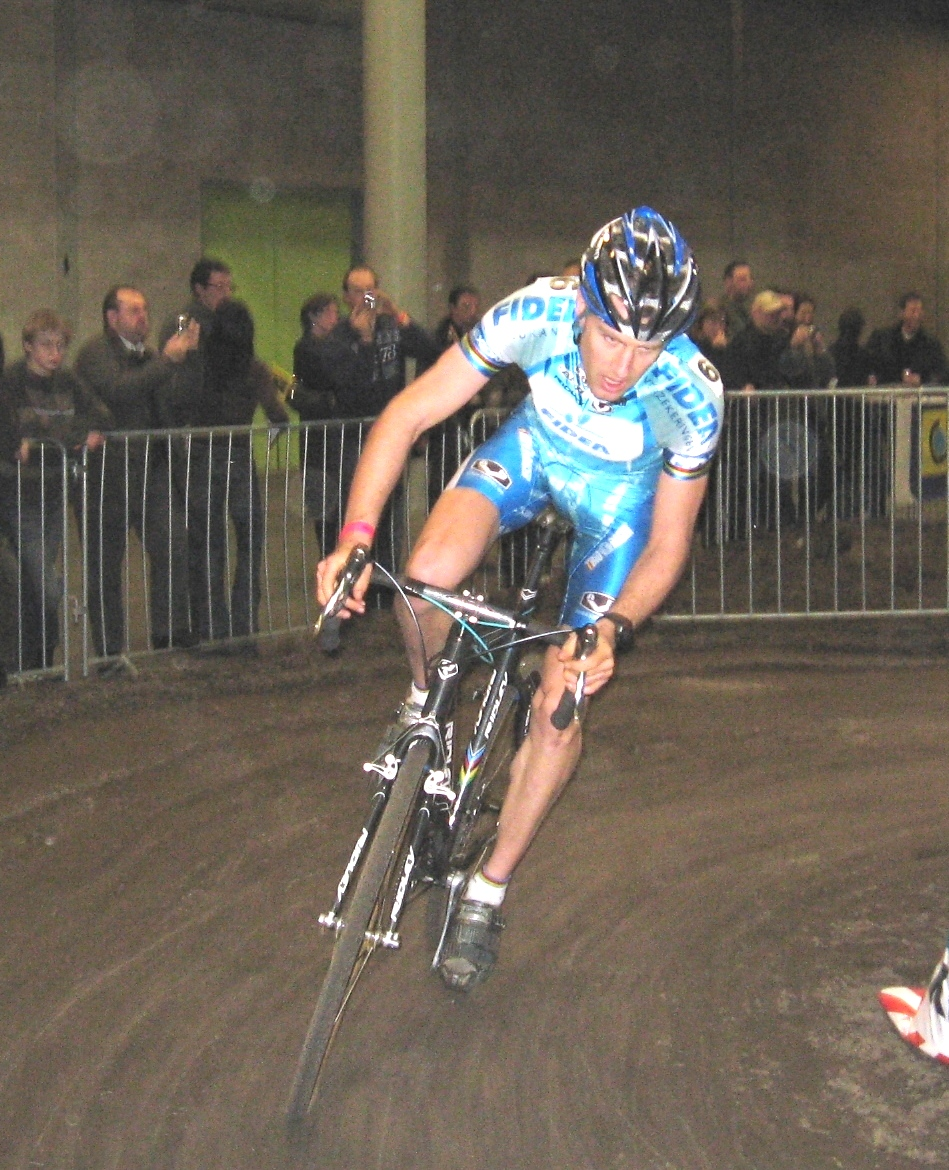
Erwin Vervecken (2008)

Erwin Vervecken (* 23. März 1972 in Herentals) ist ein ehemaliger belgischer Radrennfahrer, der vorwiegend Cyclocross-Rennen bestreitet.
Dreimal – 2001, 2006 und 2007 – wurde Erwin Vervecken Weltmeister im Querfeldeinrennen (heutige Bezeichnung Cyclocross). Sechsmal gewann er Läufe des Cyclocross-Weltcups. Viermal wurde er belgischer Meister im Cyclocross (zweimal davon als Junior) und einmal im Mountainbikerennen.

## Erfolge
1994
- Belgischer Meister – Cyclocross (Amateure)

1995
- Belgischer Meister – Mountainbike

1996
- Belgischer Meister – Cyclocross

2001
- Weltmeister – Cyclocross

2006
- Weltmeister – Cyclocross

2007
- Weltmeister – Cyclocross

2007
- Whitmore's Landscaping Super Cross Cup 1, Southampton
- Nacht van Woerden, Woerden
- Cyclo Cross Grand Prix Lille Métropole, Roubaix

2008
- Cross-Weltcup Koksijde
- Cross-Weltcup Roubaix

2009
- USGP of Cyclocross Planet Bike Cup 2, Sun Prairie

## Teams
- 1995 SEFB-Espace Card
- 1996 Espace Card-SEFB
- 1997–1998 Espace Card
- 1999–2001 Record Bank
- 2002–2003 Spaarselect
- 2004 Spaarselect / Fidea Cycling Team
- 2005–2008 Fidea Cycling Team
- 2009 Revor-Jartazi (bis 31. August)
- 2009 Team Revor-Baboco-Champion Systems (ab 1. September)